# 马里奥·安德烈蒂
马里奥·安德烈蒂（義大利語：Mario Andretti， 1940年2月28日—），意大利裔美国赛车手，一屆一级方程式世界车手冠军，是有史以来最成功的赛车手之一。

## 生平
安德烈蒂是仅有的三位曾获得过一級方程式、IndyCar、世界跑车冠军赛和NASCAR分站冠军车手之一。安德雷蒂职业生涯获得过一届一级方程式世界冠军和四届印第赛车世界冠军。他是迄今为止唯一一位获得过一級方程式世界冠軍、印第安納波利斯500冠軍和戴通納500冠軍的车手，也是除胡安·帕布羅·蒙托亞之外唯一一位获得过NASCAR、IndyCar和一級方程式賽車分站冠军的车手。安德雷蒂也是唯一一位在同一赛季获得过公路赛、场地赛和泥地赛的车手。